# Affaire Ian Tomlinson
Vous lisez un « bon article » labellisé en 2013.

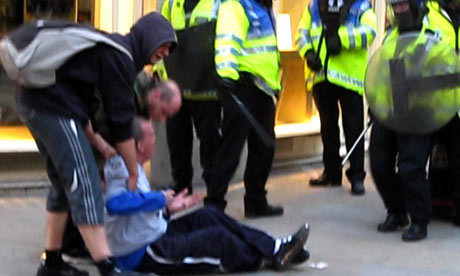
À gauche, deux passants aident Ian Tomlinson à se relever. Photo extraite d'une vidéo prise le 1er avril 2009.

L’affaire Ian Tomlinson est une affaire criminelle britannique ayant fait suite au décès de Ian Tomlinson 
dans la Cité de Londres le 1er avril 2009, après avoir été frappé par un policier pendant les manifestations tenues en marge du sommet du G20. Une première autopsie, pratiquée le 3 avril, conclut à un décès par cause naturelle à la suite d'un arrêt cardiaque. Le 7 avril, sa mort devint sujette à controverse lorsque le journal The Guardian diffusa une vidéo montrant que Tomlinson avait reçu, sur les jambes, un coup de bâton télescopique d'un policier ; ce dernier faisait partie du Territorial Support Group, une unité policière chargée du maintien de l'ordre pendant les manifestations. Il n'y avait aucune provocation de la part de Tomlinson — il ne faisait pas partie des manifestants et marchait mains dans les poches quand il fut frappé et poussé. Il s'éloigna après le contact avec le policier et mourut quelques minutes plus tard (il était alors âgé de 47 ans). Deux autres vidéos confirmèrent l'agression.
Après la diffusion de la première vidéo, l’Independent Police Complaints Commission lança une enquête criminelle. De nouvelles autopsies, pratiquées par trois médecins légistes les 9 et 22 avril, conclurent que Tomlinson était mort d'une hémorragie interne consécutive à un traumatisme de l'abdomen, lui-même provoqué par le coup d'un objet contondant, ainsi que d'une maladie du foie, conséquence de son alcoolodépendance. Le Crown Prosecution Service (CPS) annonça quinze mois plus tard, en juillet 2010, qu'aucune accusation ne serait portée à l'encontre de Simon Harwood, le policier qui avait porté le coup puis poussé Tomlinson, car les désaccords entre les médecins légistes n'autorisaient pas le CPS à établir un lien causal entre la mort et l'agression alléguée. En mai 2011, un jury d'enquête rendit quant à lui un verdict de meurtre illégal, statuant que le policier avait usé de force excessive. Le CPS changea alors d'avis et inculpa Simon Harwood d'homicide. Déclaré non coupable, celui-ci fut ultérieurement renvoyé par le Metropolitan Police Service pour « négligence grave ».
Au Royaume-Uni, la mort de Ian Tomlinson alimenta des débats sur le rôle de la police et sur sa relation avec la population, qui se serait détériorée depuis les années 1990.

## Contexte

### Ian Tomlinson
Âgé de 47 ans à sa mort, Ian Tomlinson naquit à Matlock dans le Derbyshire le 7 février 1962. Il s'établit à Londres à 17 ans pour travailler comme échafaudeur, ou couvreur. Marié deux fois et père de neuf enfants, quatre du premier mariage et cinq de l'autre, il souffrait d'alcoolodépendance, raison pour laquelle il était séparé de sa seconde femme Julia depuis 13 ans,. Depuis octobre 2008, il demeurait au Lindsey Hotel, un refuge pour les sans-abri sur Lindsey Street dans Smithfield, EC1, et vendait occasionnellement l’Evening Standard, un journal du soir londonien,.
Supporteur du Millwall Football Club, Tomlinson portait, ce 1er avril 2009, une chemise bleue aux couleurs du club sous un t-shirt gris célébrant Neil Harris, le meilleur buteur du club. Il marchait dans le quartier financier de Londres dans le but de rejoindre le Lindsey Hotel, en suivant son chemin habituel, depuis un kiosque à journaux sur Fish Street Hill juste à l'extérieur de la station de métro Bank and Monument, où il travaillait avec son ami Barry Smith. Mais des barrages policiers freinèrent sa progression. Établis sur certaines rues, ils avaient pour but d'empêcher les manifestants de perturber la tenue du sommet du G20, qui devait se tenir officiellement le 2 avril 2009 au centre des congrès ExCeL London.

### Organisations policières

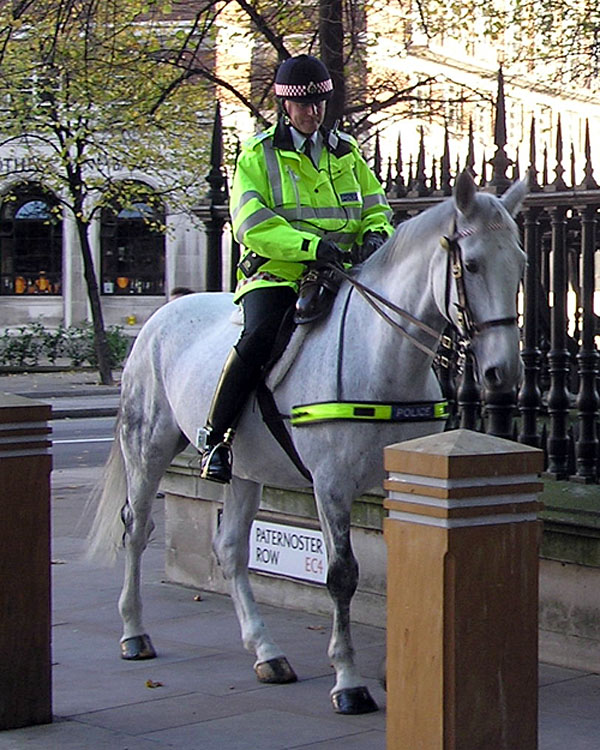
Ce policier à cheval, qui fait partie de la City of London Police, circule sur Paternoster Row, EC4. Photo prise en novembre 2004.

La sécurité des participants au sommet fut assurée par trois organisations policières. Le Metropolitan Police Service (MPS), dont le quartier général se trouve à Scotland Yard, est la plus grande force policière du Royaume-Uni. En 2013, il emploie plus de 32 000 policiers et plus de 14 000 employés de soutien. Il est responsable du maintien de l'ordre dans le Grand Londres, excepté la Cité de Londres. Ce district, surtout connu pour sa place financière, dépend de la City of London Police (CLP), la plus petite force policière de l'Angleterre et pays de Galles. Quant à la British Transport Police (BTP), elle est responsable du maintien de l'ordre dans le métro de Londres et sur le réseau ferroviaire britannique.
Le Territorial Support Group (TSG), unité antiémeute du MPS, est composé de centaines de policiers entraînés pour maintenir ou rétablir l'ordre public lors de manifestations. Identifiés par un « U » sur l'épaule de leur uniforme, ceux-ci portent des cagoules, des casques, des habits ignifugés et des vestes à l'épreuve des coups de couteau,,. Le TSG a succédé au Special Patrol Group, accusé d'avoir provoqué la mort de Blair Peach en avril 1979, même si cette allégation ne fut jamais prouvée,,.
Un autre organisme joua un rôle important dans l'affaire Tomlinson, l'Independent Police Complaints Commission (IPCC). Créée par la Police Reform Act de 2002 (« Loi sur la réforme de la police »), cette commission commença ses activités le 1er avril 2004. L'IPCC remplaçait la Police Complaints Authority (PCA, que l'on peut traduire par « Autorité chargée d'examiner les plaintes contre la police ») à la suite de critiques du public, qui reprochait à la PCA son indulgence envers la police. Contrairement à la PCA, l'IPCC est indépendante du Home Office, qui régule les activités policières. Par ailleurs, même si les enquêteurs de l'IPCC ne sont pas des policiers, ils jouissent des mêmes pouvoirs.

### OpérationGlencoe
Le MPS, la CLP et la BTP assurèrent conjointement la sécurité des participants au sommet du G20 dans le cadre d'une opération baptisée Glencoe, un nom choisi au hasard. Selon le journal The Guardian, des manifestants affirmèrent que l'opération avait reçu son nom en l'honneur du massacre de Glencoe survenu en 1692 dans les Highlands écossais. Des manifestants lancèrent aussi des rumeurs selon lesquelles ils prendraient le contrôle du centre-ville de Londres et  iraient jusqu'à lyncher les banquiers,.

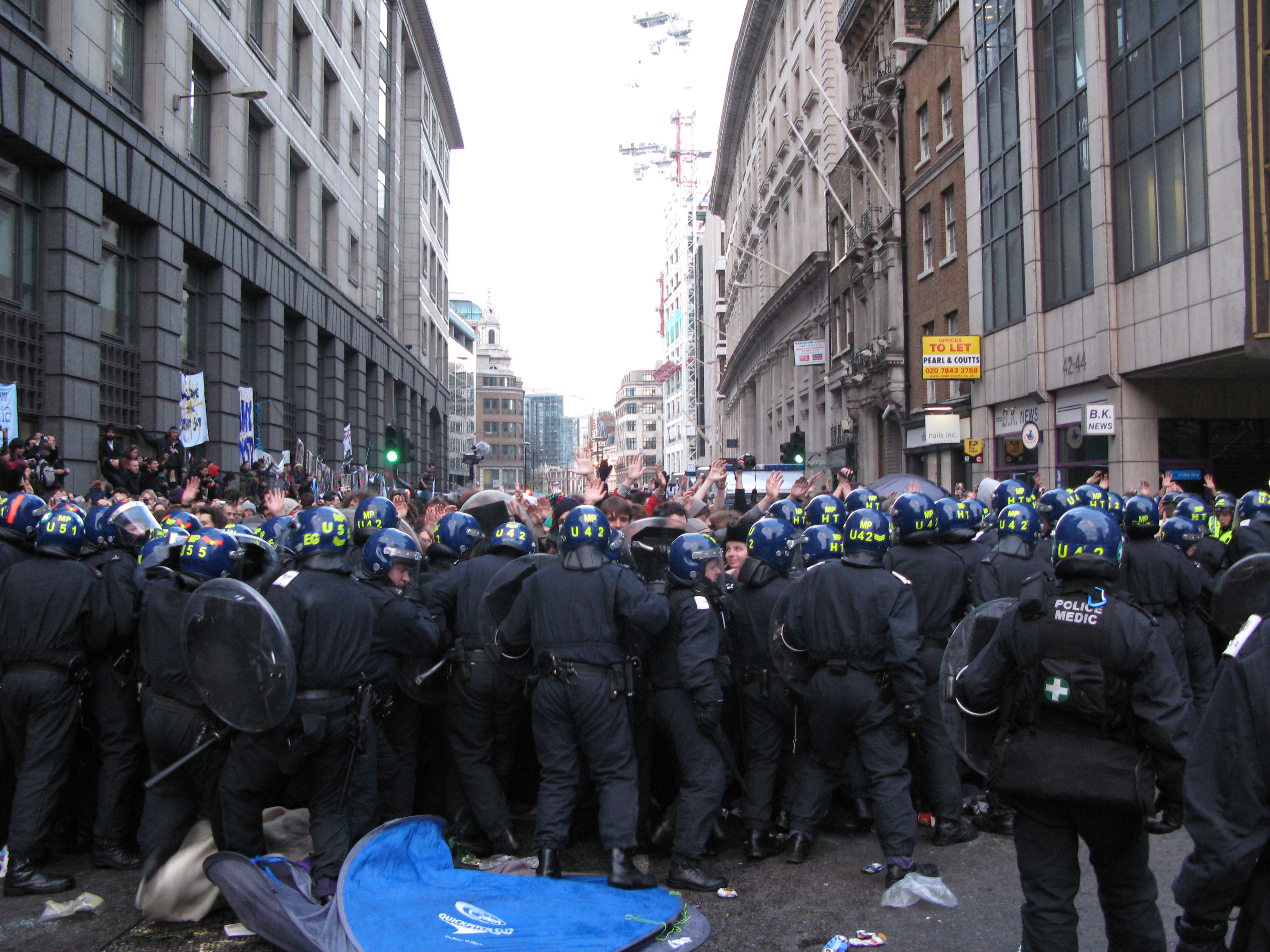
Le 1 avril 2009, des policiers antiémeutes appliquèrent le nassage pour endiguer les manifestants sur Bishopsgate à Londres.

Le 1er avril 2009, la police dut composer avec quatre évènements d'importance à Londres : une opération de sécurité à ExCeL London, une marche de Stop the War, une manifestation pour sensibiliser aux changements climatiques (Climate Camp) et une protestation près de la Banque d'Angleterre. D'autres manifestations, de moindre importance, eurent lieu la même journée. Parmi les manifestants, selon la police, se trouvaient aussi bien de paisibles défenseurs de l'environnement que des anarchistes violents. Selon ses estimations, entre 4 000 et 5 000 personnes participèrent au Climate Camp et un même nombre participa à la manifestation devant la Banque d'Angleterre. Plus de 5 500 policiers furent déployés le 1er avril et environ 2 800 le lendemain. Plusieurs firent des quarts de 14 heures. Selon les conclusions d'un focus group commandé ultérieurement par la police, ils ne pouvaient manger pendant leur quart, terminaient à minuit, dormaient à même le sol des stations de police et retournaient au travail le lendemain à 7 h. Ces conditions pourraient expliquer en partie les comportements policiers qui furent dénoncés.
Le 1er avril à partir de 12 h 30, les policiers endiguèrent les manifestants devant la Banque d'Angleterre,,. Puis, à 19 h, ils commencèrent à les disperser, les officiers autorisant dès lors l'usage d'une « force raisonnable ». Entre 19 h 10 et 19 h 40, la foule réagit en se rapprochant des policiers et en leur lançant divers objets ; les policiers répliquèrent en utilisant leur bouclier pour repousser la foule. Il y eut des échauffourées et des arrestations. C'est à ce moment que Tomlinson apparut, marchant en direction du Lindsey Hotel,.

## Évènements
Le soir du 1er avril 2009, Ian Tomlinson eut deux contacts avec des policiers antiémeutes. C'est après le deuxième qu'il mourut.

### Premier contact avec la police

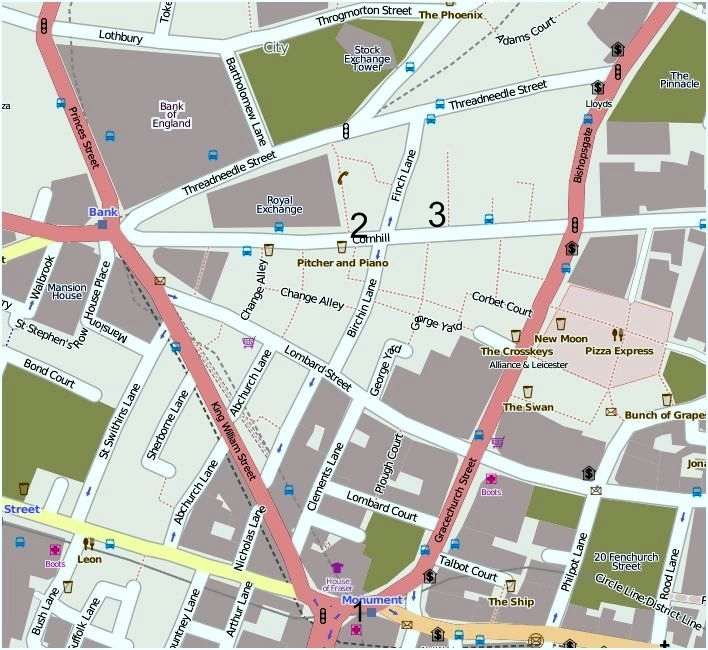
Carte d'une partie de la Cité de Londres. Le soir du 1er avril 2009, Ian Tomlinson entama son trajet à l'endroit no 1 (au milieu en bas), il reçut un coup sur les jambes à l'endroit no 2 et s'écroula au no 3 (près du 77, Cornhill), entre et.

Plusieurs journaux publièrent des photos du premier contact de Ian Tomlinson avec les policiers ce soir-là. Son ami Barry Smith mentionna qu'il avait quitté le kiosque à journaux vers 19 h. Selon une photo publiée par le Daily Mail, il fumait une cigarette près d'un véhicule de police sur Lombard Street dans la Cité de Londres. Le journal rapporta l'observation d'un témoin oculaire, selon laquelle Tomlinson était alors ivre et refusait de se déplacer. Des policiers en camionnette furent dépêchés sur les lieux pour l'inciter à bouger et, devant son refus, quatre policiers antiémeutes le déplacèrent contre son gré. Le Daily Mail publia aussi une photo où il semble poussé par des policiers. Le 16 avril 2009, The Guardian publia trois photos de Tomlinson prises au même moment que celles du Daily Mail.
Après ce premier contact, Ian Tomlinson resta sur Lombard Street pendant une autre demi-heure, puis se dirigea vers King William Street, où deux autres cordons policiers endiguaient des milliers de manifestants autour de la Banque d'Angleterre. À 19 h 10, il revint donc sur ses pas et rencontra encore des cordons de police, cette fois sur Change Alley. Cinq minutes plus tard, il était de retour sur Lombard Street : il traversa la rue et commença à marcher sur Birchin Lane pour atteindre le quartier Cornhill, à 19 h 10 selon The Times ou  19 h 15 selon le Daily Telegraph.
Quelques minutes plus tard, il se trouvait à l'extrémité nord d'une enceinte pédestre surnommée le « Royal Exchange Passage » (officiellement, « Royal Exchange Buildings »), à proximité de Threadneedle Street, où un autre cordon policier bloqua sa progression. Il marcha alors en direction du sud le long du Royal Exchange Passage, où quelques minutes auparavant des policiers avaient été confrontés à 25 manifestants. La police antiémeute du TSG, accompagnée de maîtres-chiens de la CLP, était sur place pour prêter main-forte à ses collègues,.

### Second contact avec la police
Les policiers rapportèrent qu'ils avaient suivi Ian Tomlinson pendant les 50 premiers mètres le long de la rue. Il tenta de se diriger vers Threadneedle Street, pour  buter encore contre des cordons policiers. Il revint sur ses pas pour se diriger vers le quartier Cornhill. Un rapport publié en juin 2010 par le CPS indique qu'un chien policier le mordit à la jambe à 19 h 15, peu après qu'un policier lui eut ordonné de s'éloigner. Selon le rapport, Tomlinson ne réagit pas à la morsure.
Une semaine après la mort de Tomlinson, le 7 avril, un investisseur américain de passage à Londres transmit une vidéo au journal The Guardian. Elle montrait des policiers — les mêmes que lors du premier contact selon The Times — s'approchant à nouveau de Tomlinson, près d'un magasin Montblanc au sud du Royal Exchange Passage, à proximité de l'intersection avec Cornhill. Le groupe comprenait des policiers antiémeutes du TSG et des maîtres-chiens de la CLP. Sur la vidéo, Tomlinson marchait lentement, les mains dans les poches. Un témoin oculaire déclara plus tard l'avoir entendu dire : « Je veux retourner à la maison. J'habite là-bas. J'essaie d'aller à la maison,. »
La vidéo montrait ensuite un policier  avançant rapidement vers Ian Tomlinson, par l'arrière, puis le frappant aux jambes avec un bâton télescopique. Le policier semblait ensuite pousser l'homme, qui tombait alors à terre. Le 8 avril, Channel 4 News diffusa une autre vidéo du même évènement, mais sous un autre angle. Elle montrait cette fois  le policier élevant de sa main gauche un bâton télescopique, à la hauteur de la tête de Tomlinson puis l'abattant sur ses jambes. Une troisième vidéo, obtenue le 21 avril par le journal The Guardian, montrait Tomlinson debout à côté d'un porte-vélos, mains dans les poches, alors que des policiers s'approchaient de lui. Après le coup, le côté droit de sa tête percutait le sol. Des témoins oculaires mentionnèrent qu'ils entendirent un bruit lorsque la tête de Tomlinson toucha le sol,. Une vidéo montrait Ian Tomlinson insultant brièvement les policiers alors qu'il était à terre. Aucun des policiers ne voulut l'aider à se relever.
Une fois debout, Tomlinson marcha environ 60 m en direction du quartier Cornhill. Vers 19 h 25, il s'écroula, en face du 77, Cornhill. Des témoins rapportèrent qu'il semblait désorienté et avait les yeux révulsés.
Des passants tentèrent de lui porter secours, mais des policiers les repoussèrent, y compris Lucy Apps, une étudiante de troisième année en soins infirmiers,. Daniel McPhee, un travailleur social, expliqua au Daily Telegraph qu'il fut l'un des premiers auprès de Tomlinson et qu'il composa le 999, le numéro d'appel d'urgence au Royaume-Uni. À ce moment, Tomlinson respirait encore. Après quelques échanges au téléphone avec une ambulancière, celle-ci demanda à McPhee d'étendre Tomlinson sur le dos, ce qu'il fit avec l'aide d'une autre personne. Puis, des policiers antiémeutes entourèrent l'homme à terre. L'ambulancière demanda à leur parler au téléphone, mais selon Daniel McPhee, ils l'ignorèrent. Tomlinson fut déclaré mort à son arrivée à l'hôpital.

### Simon Harwood
L'identité du policier responsable du coup ne fut pas connue immédiatement. Le journal The Guardian allégua qu'il aurait retiré le numéro d'identification sur son épaule le jour de l'accident et aurait couvert son visage de sa cagoule. Le Daily Mail publia une photo montrant effectivement l'épaule droite du policier dépourvue du numéro d'identification (une pièce rectangulaire noire).
Le 22 avril 2009, Simon Israël de Channel 4 News rapporta au contraire que plusieurs indices permettaient d'établir avec certitude l'identité du policier : le code U41 apparaissait sur son casque, il semblait gaucher, il portait une cagoule mais pas de gants, ni de bouclier et sa veste jaune était rentrée dans sa ceinture. L'IPCC tenta sans succès d'obtenir une injonction interlocutoire pour bloquer la diffusion des informations par Channel 4 News, alléguant que celles-ci pourraient porter préjudice à son enquête. Dans les rapports officiels, le policier concerné était seulement identifié par le sigle « PC A » (« Police constable A » : « agent de police A »). Ainsi, quinze mois plus tard, en juin 2010, le Crown Prosecution Service (CPS) annonça qu'aucune accusation ne serait portée à l'encontre de « PC A ». C'est seulement à partir de ce moment que les journaux divulguèrent le nom du policier. Il s'agissait de Simon Harwood, qui faisait partie du Territorial Support Group au moment de l'altercation.
Harwood avait déjà fait l'objet de deux enquêtes pour mauvaise conduite à la fin des années 1990 et en 2004. Selon le journal The Guardian, la première fut lancée à la suite d'une violente dispute au volant alors qu'il était en congé de maladie pour une blessure à l'épaule : il tenta d'arrêter un autre conducteur et ce dernier se plaignit que Harwood avait usé d'une force excessive. Avant l'audience devant un conseil disciplinaire, Harwood prit sa retraite du Metropolitan Police Service (MPS) en invoquant des soucis de santé et reçut une pension. Selon le Daily Telegraph, il retourna néanmoins travailler pour le compte du MPS en tant qu'informaticien civil, puis posa sa candidature en mai 2003 pour occuper un poste dans la police du comté de Surrey. Celle-ci vérifia ses antécédents, qu'il ne cacha pas, mais l'embaucha. À ce poste, il y eut une plainte sur son comportement professionnel, mais une enquête conclut qu'elle était infondée. Après un an et demi, il demanda sa mutation au MPS, qui l'accueillit à nouveau en novembre 2004.
En mai 2011, pendant l'enquête sur la mort de Tomlinson, la cour entendit des témoignages affirmant que Harwood avait participé à plusieurs altercations le 1er avril 2009. Au travail depuis 5 h en tant que chauffeur, il avait passé la majeure partie de la journée dans un véhicule. En soirée, toujours à bord du même véhicule, il aperçut un homme qui écrivait « all cops are bastards » (« tous les policiers sont des salauds ») sur une camionnette de police. Alors qu'il tentait de l'arrêter, la tête de l'homme cogna contre une porte de la camionnette, ce qui fit réagir la foule. Simon Harwood crut alors que la situation dégénérait et n'osa pas retourner à son véhicule. Selon The Guardian, il déclara dans un premier temps aux enquêteurs qu'il avait été frappé à la tête, était tombé, avait perdu son bâton télescopique et  que la foule l'avait agressé, ce qui lui avait fait craindre pour sa vie. Plus tard, il déclara que les évènements ne s'étaient pas déroulés de cette façon,.
Selon The Guardian, d'autres incidents analogues suivirent cette tentative d'arrestation : Harwood lança un manteau à un manifestant, jeta au sol un cadreur de la BBC, porta un coup de paume (« palm strike ») à un homme et, à 19 h 19, en poussa au sol un autre qui aurait, selon Simon Harwood, menacé un maître-chien policier. Quelques secondes plus tard, il aperçut Tomlinson qui se tenait à côté d'un porte-vélos, mains dans les poches, et qui venait de recevoir l'ordre de s'éloigner. Harwood déclara aux enquêteurs que, prenant une « décision en une fraction de seconde », il avait conclu qu'il y avait motif à intervenir : il avait frappé Tomlinson sur la hanche et l'avait poussé au sol. Selon le policier, il s'agissait d'une « très faible poussée » et il fut choqué de voir l'homme tomber.
Simon Harwood omit involontairement de noter cet évènement dans son journal de bord. Le 3 avril, trois policiers du MPS, Nicholas Jackson, Andrew Moore et Kerry Smith, informèrent leur superviseur, l'inspecteur Wynne Jones, qu'ils avaient vu un policier frapper Tomlinson, mais sans identifier Simon Harwood. Il n'aurait appris la mort de Tomlinson que le 8 avril, à la télévision. Harwood se serait plus tard effondré à son domicile et aurait dû être hospitalisé. Simon Harwood et des collègues qui travaillaient avec lui ce soir-là prirent contact avec l'IPCC le jour même. Le 9 avril, une enquête (common law) fut lancée et Harwood fut suspendu de ses fonctions, mais sans être accusé.

## Autopsies
Trois autopsies furent pratiquées sur le corps de Ian Tomlinson : la première le 3 avril, lors de la mort de Tomlinson, suivie d'une autre le 9 avril et enfin une troisième le 22 avril. La première n'arriva pas aux mêmes conclusions que les deux autres.

### Première autopsie
Le coroner de la Cité de Londres, Paul Matthews, désigna Freddy Patel pour pratiquer l'autopsie de Ian Tomlinson. Celle-ci eut lieu le 3 avril et conclut que Tomlinson était mort d'un arrêt cardiaque, conséquence d'une cardiopathie coronarienne. Quand Patel pratiqua l'autopsie, il n'était pas sous contrat avec la police dans le cas de morts suspectes. Les raisons pour lesquelles Matthews décida de recourir à ses services ne sont pas connues. Il aurait refusé que les enquêteurs de l'IPCC assistent à cette autopsie et il n'informa pas la famille Tomlinson qu'elle avait le droit d'y assister ou de s'y faire représenter. Paul Matthews aurait également omis de mentionner le lieu et le moment de l'autopsie. Pour toutes ces raisons, il lui fut demandé de se retirer et le juge Peter Thornton se vit confier la responsabilité de l'enquête.
En avril 2009, selon le journal The Times, l'IPCC déclara que l'autopsie n'avait pas permis de découvrir d'ecchymose ou d'égratignure sur la tête et les épaules, mais ne mentionna pas s'il y en avait sur le corps. Le 24 avril, la chaîne Sky News obtint une photo de Ian Tomlinson après qu'il fut tombé, et qui semble montrer qu'il avait une blessure sur le côté droit de son front,. En avril 2009, John Scurr, un chirurgien vasculaire travaillant au Lister Hospital de Londres, mentionna à ITN News que, ignorant qu'il y avait peut-être eu une agression, Patel aurait conclu que l'hémorragie provenait d'une blessure causée par les tentatives pour ranimer Tomlinson, effet qui peut apparaître à la suite d'un massage cardiaque.

#### Freddy Patel
Mohmed Saeed Sulema Patel, dit Freddy Patel, obtint son doctorat en médecine de l'université de Zambie en 1974 et s'enregistra comme médecin légiste au Royaume-Uni en 1988. Il commença ensuite à pratiquer des autopsies pour le compte du Home Office et de la police. Son travail avait été critiqué avant l'époque de la mort de Ian Tomlinson.
En 1999, le General Medical Council (GMC, « Conseil médical général ») réprimanda Freddy Patel pour avoir publié des informations sur Roger Sylvester, mort pendant qu'il était détenu par la police : Patel mentionna aux journalistes que l'homme consommait du crack, ce que sa famille nia. En 2002, la police abandonna une poursuite criminelle, car Patel affirma que la victime Sally White était morte d'un arrêt cardiaque et que son corps ne montrait aucune marque, mais des gens rapportèrent qu'elle avait été découverte nue avec des ecchymoses, une blessure à la tête et une morsure à la hanche. Anthony Hardy, un alcoolique souffrant de maladie mentale qui demeurait dans l'appartement où le corps de Sally White fut découvert, assassina plus tard deux autres femmes et les dépeça avant de mettre les morceaux dans des sacs. La police enquêta alors sur le travail de Freddy Patel en lien avec l'autopsie de Sally White, mais l'enquête fut interrompue. En 2009, en réplique aux critiques consécutives à ses conclusions sur l'autopsie de Tomlinson, Patel mentionna que la réprimande du GMC remontait à plusieurs années et que d'autre part ses conclusions de l'autopsie de Sally White n'avaient jamais été contestées. En 2005, toutefois, le MPS avait exprimé des réserves sur lui auprès du Home Office.
En juillet 2009, en attente d'une enquête du GMC, Freddy Patel vit son nom temporairement rayé du registre des médecins. Une enquête sur lui débuta un an plus tard, en juin 2010, portant sur 26 chefs d'accusation relatifs à quatre autopsies, dont aucune n'était celle de Ian Tomlinson. La première avait été effectuée sur le corps d'une femme découverte, en partie habillée, dans des buissons de West London en septembre 2002. Patel avait conclu qu'elle était morte d'un empoisonnement consécutif à la consommation d'opiacés. Il fut accusé de ne pas avoir recueilli des échantillons de bonne qualité pour appuyer sa conclusion et changea alors d'opinion, déclarant que la cause de la mort était l'asphyxie et que l'empoisonnement était une cause secondaire. Le second cas concerne une fillette, qui fit une chute à son domicile au nord de Londres en septembre 2002 : Patel fut accusé de ne pas avoir recherché des indices d'agression ni demandé à l'hôpital si le personnel avait observé des signes de blessures corporelles. Le corps de l'enfant fut exhumé pour une seconde autopsie et la mère fut plus tard condamnée pour cruauté en lien avec la mort de la fillette. En ce qui concerne les deux autres autopsies, celles d'un bébé de quatre mois et d'une femme, le GMC accusa Patel d'avoir pratiqué les examens de façon irresponsable. Pour la femme, il aurait conclu à une mort par cardiopathie coronarienne alors qu'il fut démontré plus tard qu'il s'agissait d'une hémorragie intracérébrale.
Les audiences du GMC se terminèrent en août 2010 : Freddy Patel fut suspendu trois mois en raison d'« insuffisance professionnelle ». En mai 2011, le GMC déclara mener une nouvelle enquête, cette fois sur la façon dont Patel avait pratiqué l'autopsie de Tomlinson. Cette enquête révéla que Patel avait jeté des litres de liquides corporels de Tomlinson sans avoir préalablement vérifié d'éventuels indices de saignements internes (de plus, le seul échantillon conservé fut plus tard égaré). Le 21 août 2012, un tribunal statua que Freddy Patel n'était plus apte à pratiquer et, deux jours plus tard, le GMC raya son nom du registre des médecins. Il lui est donc interdit de pratiquer la médecine au Royaume-Uni.

### Seconde autopsie
Le 8 avril, après la diffusion de la vidéo du journal The Guardian, l'IPCC retira à la City of London Police la responsabilité du dossier. Une enquête fut ouverte le 9 avril. Une seconde autopsie, commandée conjointement par l'IPCC et la famille Tomlinson, fut pratiquée le même jour par Nathaniel Cary, connu pour son travail dans des affaires médiatisées. Cary conclut que Tomlinson était mort à la fois d'une hémorragie interne consécutive à un traumatisme de l'abdomen et d'une hépatopathie. Selon lui, l'homme était tombé sur un coude, ce qui « provoqua un choc dans la région du foie, causant une hémorragie interne, et la mort quelques minutes plus tard ».

### Troisième autopsie
Les conclusions des deux premières autopsies étant divergentes, une troisième autopsie fut pratiquée le 22 avril, conjointement par Kenneth Shorrock, à la demande du MPS, et par Ben Swift, à la demande de Simon Harwood. Les deux médecins confirmèrent les conclusions de la deuxième autopsie. Le responsable du dossier au MPS, le Detective Inspector Eddie Hall, affirma aux médecins légistes qu'Ian Tomlinson était tombé devant une camionnette de la police plus tôt dans la soirée (ce qui aurait pu provoquer le choc au foie), mais ne put apporter aucune preuve. L'IPCC statua en mai 2011 qu'Eddie Hall avait été imprudent en faisant cette affirmation, même s'il n'avait pas eu l'intention de tromper,,.
Un an plus tard, le jour anniversaire de la mort de Ian Tomlinson, The Guardian publia une lettre ouverte, signée par plusieurs personnalités, qui demandait au Crown Prosecution Service (CPS) d'agir. C'est pourtant seulement en juillet 2010, seize mois après le décès de Tomlinson, que le CPS déclara qu'il ne pouvait poursuivre, à cause de la divergence des conclusions émises par les médecins légistes. Entre-temps, il survint plusieurs évènements en lien avec cette affaire.

## Chronologie
- 1er avril 2009 : Ian Tomlinson décéda vers 19 h 30.
- 1er avril : À 23 h 36, le MPS déclara que des manifestants avaient attaqué les policiers qui tentaient de le sauver.
- 2 avril : Les journaux britanniques diffusèrent cette explication. La CLP prit la responsabilité du dossier.
- 3 avril : Trois policiers rapportèrent qu'ils avaient vu un collègue pousser Ian Tomlinson. Le MPS informa la CLP.
- 3 avril : 1re autopsie : arrêt cardiaque.
- 3 avril : The Guardian informa la CLP qu'il possédait des photos montrant Ian Tomlinson aux pieds de policiers antiémeutes.
- 4 avril : La CLP déclara qu'Ian Tomlinson était mort de cause naturelle.
- 5 avril : The Guardian publia des photos et un témoignage qu'un policier avait frappé Ian Tomlinson.
- 5 avril : L'IPCC affirma que The Guardian avait bouleversé la famille et informa les journalistes que l'« histoire était infondée[trad 7] ».
- 6 avril : L'IPCC confirma que des policiers avaient été en contact avec Ian Tomlinson et demanda à entendre des témoins.
- 7 avril : The Guardian publia une vidéo montrant un policier qui frappait Ian Tomlinson.
- 8 avril : L'IPCC retira l'enquête des mains de la police.
- 9 avril : L'IPCC suspendit l'officier de police. 2de autopsie : hémorragie abdominale. L'IPCC déclara qu'il n'y avait aucun appareil de vidéosurveillance près de l'endroit de l'agression.
- 14 avril : Le journal Evening Standard découvrit des appareils de vidéosurveillance près de l'endroit de l'agression.
- 17 avril : Un policier fut interrogé sur des soupçons de meurtre.
- 22 avril : 3e autopsie : hémorragie abdominale.

### 1eravril — Première déclaration du MPS
Dans un premier temps, le MPS prit en charge l'enquête. Le 1er avril à 23 h 36, quatre heures après le décès de Ian Tomlinson, il fit une première déclaration, approuvée par le directeur régional de l'IPCC à Londres :
Ce policier fit alors passer à travers le cordon deux policiers du personnel médical vers  St Michaels Alley, où ils trouvèrent un homme qui ne respirait plus. Ils réclamèrent l'aide du LAS vers 19 h 30.
Les deux policiers firent un examen préliminaire et dégagèrent les voies respiratoires de l'homme, avant de le déplacer de l'autre côté du cordon de police sur une surface dégagée près du Royal Exchange Building, où ils lui firent une RCP.
Les policiers avaient pris la décision de déplacer l'homme, car à ce moment, une quantité de projectiles — probablement des bouteilles — étaient projetés en leur direction.
Le LAS amena l'homme à l'hôpital où il fut déclaré mort,. »
Selon Nick Davies du journal The Guardian, cette déclaration fut le fruit d'un débat animé dans la salle de presse du MPS, à la suite du rejet d'un autre communiqué de presse. Le journaliste écrivit que le MPS et l'IPCC croyaient que ce communiqué reflétait la vérité telle qu'ils la percevaient à ce moment et qu'il n'y avait alors aucune source alléguant que Tomlinson aurait été en contact avec la police. Le journaliste demanda pourquoi l'IPCC s'était impliqué dans le dossier s'il savait qu'aucun policier n'avait été en contact avec l'homme. Le code de conduite de l'IPCC indique en effet qu'il faut en référer à cette organisation lorsqu'un évènement a pour conséquence que des « personnes décèdent ou sont sérieusement blessées à la suite d'une certaine forme de contact direct ou indirect avec la police et qu'il y aurait des raisons de croire que ce contact aurait pu causer ou contribuer à la mort ou une blessure sérieuse ».
Nick Davies allégua que des sources haut placées dans le MPS lui auraient mentionné en privé que l'agression contre Tomlinson avait été immédiatement détectée par le centre de contrôle de la police sur Cobalt Street dans South London et que le chef inspecteur sur les lieux l'avait aussi rapporté. En réponse, le MPS publia une déclaration qui indiquait qu'aucun des chefs inspecteurs ayant participé à l'opération Glencoe n'avait rapporté une telle agression.

### 2 avril — Police, nouvelles et témoins oculaires
Le 2 avril, le MPS remit la responsabilité de l'enquête à la CLP, qui la confia au Detective Superintendent (surintendant des détectives) Anthony Crampton. En s'appuyant sur les notes transmises par la police, le journal Evening Standard écrivit ce même jour que les « policiers furent bombardés de briques, bouteilles et planches de bois » alors qu'ils tentaient de sauver Tomlinson, et s'éloignèrent avec l'homme pour échapper aux projectiles, ce qui leur permit de lui faire un bouche-à-bouche,.
Mais des témoins oculaires affirmèrent que cette description était inexacte. Ils mentionnèrent que des manifestants, et non la police, avaient porté secours à  Tomlinson et téléphoné pour obtenir une aide médicale. Ils rapportèrent aussi qu'une ou deux bouteilles de plastique furent lancées par des manifestants qui ignoraient l'état de Tomlinson, mais que d'autres leur demandèrent immédiatement d'arrêter. Le journal The Times confirma qu'une analyse de photographies et d'extraits vidéo avait seulement permis d'observer le tir d'une bouteille, peut-être en plastique. Une vidéo prise par la journaliste-pigiste Nabeela Zahir, publiée le 9 avril par The Guardian, montre un manifestant qui crie : « Il y a un blessé ici. Calmez-vous. » Quelqu'un d'autre dans la foule dit : « Quelqu'un est blessé. Ne lancez rien,. »

### 3 avril — Rapport de policiers sur l'agression
En mai 2011, The Guardian mentionna que trois policiers du MPS, Nicholas Jackson, Andrew Moore et Kerry Smith, avaient rapporté le 3 avril à leur superviseur, l'inspecteur Wynne Jones, qu'ils avaient vu un policier frapper d'un bâton télescopique puis pousser Ian Tomlinson. Au moment de l'agression, ils se tenaient à quelques mètres. Lorsque Jackson confirma l'identité de Tomlinson, des officiers de la police prirent contact avec Andrew Moore et Kerry Smith, qui confirmèrent eux aussi l'identité de l'homme qui avait été frappé.
Les trois policiers ne parvinrent pas à identifier Simon Harwood et, selon le journal, firent l'hypothèse qu'il travaillait pour la CLP. Ces informations furent obtenues quatre jours avant que The Guardian ne publie la première vidéo, dans laquelle apparaissent les trois policiers. Selon The Guardian, l'inspecteur transmit cette information le 3 avril à 16 h 15 au Detective Inspector Eddie Hall, responsable du dossier au MPS. Ce dernier affirma qu'il avait transmis cette information à la CLP avant que la première autopsie ne soit pratiquée, ce même jour, par Freddy Patel ; celui-ci, selon The Guardian, commença à 17 h. Le Detective Sergeant Chandler de la CLP affirma en revanche n'avoir reçu l'information que vers la fin de l'autopsie, ou un peu avant la fin. Il semblerait que ni Patel ni l'IPCC ne furent informés du rapport des trois policiers. Patel mentionna qu'on lui avait seulement dit qu'il s'agissait d'une « mort suspecte » et que la police lui avait demandé « d'exclure toute blessure provoquée par une agression ou une bousculade pouvant découler du maintien de l'ordre public ».
Avant même la première autopsie, la CLP avait informé la famille de Tomlinson qu'il était mort d'un arrêt cardiaque. Quand la famille demanda, une fois l'autopsie achevée, s'il y avait des marques sur le corps, la réponse fut non. Selon The Guardian, le Detective Superintendent Anthony Crampton, qui menait l'enquête, nota dans son journal de bord qu'il n'avait rien dit d'un bleu et des marques sur une jambe pour éviter de provoquer « un stress ou une inquiétude superflus ». La CLP fit une déclaration le 4 avril : « Une autopsie a déterminé qu'il est décédé de causes naturelles. [Il] a été victime d'une crise cardiaque foudroyante alors qu'il retournait chez lui après son travail »,.

### 5 avril — Première photographie
Le 5 avril, le journal The Observer — un journal qui appartient au même groupe que The Guardian — publia la première photographie de Ian Tomlinson qui le montre à terre près de policiers antiémeutes,. Après sa publication, Freddy Patel, qui mentionna plus tard qu'il n'avait pas vu la photographie, retourna à la morgue et nota la blessure à la tête qu'il n'avait pas mentionnée la première fois dans son rapport. Dans les jours suivants, l'IPCC indiqua aux journalistes que la famille Tomlinson n'était pas surprise qu'il ait eu une crise cardiaque. Quand des journalistes demandèrent s'il était entré en contact avec des policiers avant de mourir, la réponse fut que des spéculations supplémentaires bouleverseraient la famille.

### 7, 8, 9 et 21 avril — Diffusion de quatre vidéos
La Jaunie/The Guardian
Première vidéo de l'agression,
diffusée le 7 avril 2009
Channel 4/Ken McCallum
même agression, vue d'un angle différent,
diffusée le 8 avril 2009
Nabeela Zahir
après l'écroulement de Ian Tomlinson,
diffusée le 9 avril 2009
Guardian à Cornhill
sa tête frappe le sol,
diffusée le 21 avril 2009
Lombard Street
des policiers déplace Ian Tomlinson
Daily Mail : 1, 2
The Guardian : 19 h 8, 19 h 10
Ian Tomlinson s'éloigne
Compte rendu,
diffusée le 2 avril 2009
19 h 10, Royal Exchange Passage,
peu avant l'agression
19 h 15, Royal Exchange Passage,
diffusée le 15 avril 2009
19 h 16, Threadneedle Street,
diffusée le 15 avril 2009
Vidéosurveillance,
diffusée le 29 mars 2011
Vidéo de La Jaunie et The Guardian, 7 avril
La première vidéo, au format numérique, fut transmise au journal The Guardian par Christopher La Jaunie, un gestionnaire de fonds américain qui était à Londres pour affaires et observait les manifestations par curiosité. Dans un premier temps, il demanda que son nom ne soit pas mentionné, mais  fut identifié en mai 2011 à la suite de la publication des résultats d'une enquête (common law). C'est seulement quelques jours après les faits, lorsqu'il apprit la mort de l'homme, que Christopher La Jaunie se rendit compte qu'il avait filmé l'agression. Il transmit alors la vidéo à The Guardian, le 7 avril à 14 h ; elle fut diffusée le jour même sur le site Web du journal. Puis, le journal en transmit une copie à l'IPCC, qui lança alors une enquête criminelle.
Vidéo de Channel 4 News et Ken McCallum, 8 avril
Une deuxième vidéo fut diffusée peu après ; elle était due cette fois à Ken McCallum, un cadreur de Channel 4 News. Prise d'un autre angle, la vidéo montre le bras gauche de l'officier s'élever à la hauteur de la tête de Ian Tomlinson avant que le bâton télescopique  ne s'abatte sur ses jambes. Alex Thomson, correspondant de Channel 4 News qui était sur place à ce moment, écrivit que Ken McCallum filmait alors trois banquiers qui semblaient provoquer la foule. L'attaque se déroulait en arrière-plan, invisible aux yeux des journalistes mais elle fut enregistrée par la caméra. Une demi-heure plus tard, Alex Thomson parlait en direct quand sa caméra tomba en panne. Des réparateurs mirent plusieurs jours à récupérer le film, qui leur permit alors d'observer l'agression contre Tomlinson. Channel 4 News diffusa la vidéo le 8 avril.
Vidéo de Nabeela Zahir, 9 avril
Le 9 avril, The Guardian publia une vidéo de Nabeela Zahir, une journaliste-pigiste. Elle montre Ian Tomlinson au sol, immédiatement après l'agression ; il est presque caché par la foule et les policiers. Ceux-ci repoussent une femme, qui semble aider Tomlinson, et un homme, probablement Daniel McPhee, qui demande une ambulance au téléphone. Selon The Guardian, la vidéo démontre que l'affirmation du MPS selon laquelle les policiers durent composer avec des projectiles lancés par des manifestants pendant qu'ils tentaient d'aider Tomlinson est inexacte.
Vidéo du Guardian sur Cornhill Street, 21 avril
The Guardian obtint encore une autre vidéo, d'un passant anonyme qui filmait sur Cornhill Street entre 19 h 10 et 19 h 30. Celle-ci montre sous un autre angle les instants avant l'agression de Ian Tomlinson, ainsi que le moment où sa tête frappa le sol.  Tomlinson se tient près d'un porte-vélos au milieu du Royal Exchange Passage, les mains dans les poches, n'offrant aucune résistance apparente au groupe de policiers qui s'approche de lui. Quand un chien policier s'approche, il se retourne. À ce moment, il est frappé aux jambes et poussé par un policier du TSG. Le côté droit de sa tête heurte et glisse sur le sol. Des témoins oculaires rapportèrent qu'ils entendirent un bruit au moment où la tête de Tomlinson heurta le sol. L'IPCC tenta d'obtenir une injonction pour interdire la diffusion de cette vidéo par Channel 4 News mais un juge rejeta la demande. La vidéo est cohérente avec une photo de Ian Tomlinson prise après qu'il s'écroula et fut aidé par du personnel médical de la police. Sky News obtint la photo le 24 avril ; elle semble aussi montrer une blessure sur le côté droit du front. Des sources informèrent Sky News qu'une blessure à la tête fut observée par les deuxième et troisième médecins légistes, mais qu'ils ne pensaient pas qu'elle fût la cause de la mort,. Le 10 avril, le journal The Times rapporta des propos de l'IPCC qui affirmait que le premier médecin légiste, Freddy Patel, n'avait trouvé aucune ecchymose ou égratignure à la tête ou aux épaules.

### 9 et 14 avril — Vidéosurveillance
Le président de l'IPCC, Nick Hardwick, déclara le 9 avril qu'il n'y avait aucun appareil de vidéosurveillance (en anglais, CCTV) près de l'endroit où avait été agressé Ian Tomlinson, et qu'il ne pouvait donc analyser des vidéos correspondantes. Le 14 avril, le journal Evening Standard publia qu'il avait découvert au moins six appareils près de l'endroit de l'agression. Lorsque des photographies des appareils furent publiées, l'IPCC changea ses déclarations et affirma que ses enquêteurs analysaient les vidéos qu'ils avaient récupérées d'appareils filmant les activités sur Threadneedle Street près du Royal Exchange Passage,.

## Réactions
La mort de Ian Tomlinson déclencha de vifs débats au Royaume-Uni  et à l'étranger sur les pratiques de la police britannique. David Gilbertson, ancien inspecteur adjoint qui conseillait le Home Office sur le maintien de l'ordre, déclara au New York Times que, traditionnellement, la police britannique agissait avec l'assentiment du public, mais que les tactiques avaient changé après de sauvages agressions contre des policiers dans les années 1990. Ceux-ci portaient depuis des uniformes analogues à ceux de l'armée et des vestes à l'épreuve des coups de couteau, ils étaient équipés de bâtons télescopiques métalliques et de bâtons se transformant en menottes. Et surtout, selon le journal, une génération de policiers en était venue à percevoir le public comme un ennemi.
Les débats après la mort de Tomlinson portèrent sur (1) ce qui s'apparentait à une détérioration du lien entre la police et la population, 
(2) sur l'indépendance de l'IPCC vis-à-vis de la police et 
(3) le rôle des citoyens dans l'observation et la régulation des activités policières et gouvernementales (sousveillance). Cet évènement fut comparé à d'autres morts médiatisées où la police joua un rôle, telles celles de Blair Peach en 1979, Stephen Lawrence en 1993 et Jean Charles de Menezes en 2005, chacune devenant un moment charnière dans la perception du maintien de l'ordre. Keith Ewing, une autorité en droit public, discuta ainsi la mort de Tomlinson dans son livre Bonfire of the Liberties (« Un feu de joie avec nos libertés »), publié en 2010, pour illustrer l’évolution de l’action de la police durant la période du New Labour de Tony Blair.

### The Guardian, la police, la famille et l'IPCC
The Guardian déclara que l'IPCC et la police induisaient en erreur les journalistes et entravaient leurs recherches. L'annonce de la mort de Ian Tomlinson fut retardée de trois heures. Elle fut accompagnée d'une déclaration qui accusait les manifestants d'avoir entravé les efforts de la police pour sauver la vie de Tomlinson ; aucun document, aucun témoignage ne le confirma et  la police refusa de nommer sa source. C'est seulement neuf heures après la mort de Tomlinson que sa famille apprit la nouvelle. La police et l'IPCC tentèrent alors d'influencer la couverture médiatique en affirmant que les proches de Tomlinson étaient inquiets pour sa santé et n'étaient pas surpris d'entendre qu'il était mort d'un arrêt cardiaque. Les journalistes qui demandèrent si Tomlinson avait eu un quelconque contact avec la police se virent répondre de ne pas spéculer de crainte que la famille ne soit bouleversée. Tout contact direct avec les membres de la famille fut interdit à la presse. La police publia par ailleurs un communiqué au nom de la famille dans lequel celle-ci déclarait qu'elle était bien tenue au courant de tous les développements.
La police omit pourtant d'informer la famille que, le 3 avril, le journal The Guardian avait obtenu des photographies de Tomlinson assis à terre, entouré de policiers antiémeutes. C'est le lendemain que les conclusions de la première autopsie furent publiées. Le médecin légiste refusa de répondre en personne aux questions des journalistes. La police refusa de dire si le corps présentait des marques consécutives aux coups d'un bâton télescopique. Le dimanche 5 avril, The Guardian publia les photographies. Ce matin-là, la famille de Ian Tomlinson se trouvait à l'endroit où celui-ci s'était écroulé sur Cornhill Street. Le journaliste Paul Lewis, du Guardian, s'y trouvait aussi. Les proches de Tomlinson, qui souhaitaient en apprendre davantage, donnèrent au journaliste les informations nécessaires pour les contacter. En août 2009, la femme de Ian Tomlinson mentionna que ce fut lors de cette rencontre qu'ils apprirent, pour la première fois, que son mari avait été en contact avec des policiers peu avant sa mort. Le responsable des relations publiques  à la police informa le journal que la police était « extrêmement mécontente » que Paul Lewis se soit entretenu avec la famille et, par conséquent, que le journal devait se tenir loin de la famille pendant les 48 prochaines heures. De son côté, selon The Guardian, l'IPCC accusa le journal de « démarcher la famille en ces moments de douleurs ». Le même jour, l'IPCC instruisit les journalistes des autres journaux qu'il était faux de croire qu'un policier avait attaqué Ian Tomlinson avant son décès. Selon les dires de la famille, c'est seulement six jours après le décès qu'elle reçut l'autorisation de voir le corps.
Le 7 avril, The Guardian publia sur son site Web la vidéo du gestionnaire de fonds américain montrant l'agression de Tomlinson et remit des documents à un enquêteur de l'IPCC et à un officier de la CLP. Dans une déclaration publiée le 8 avril, l'IPCC affirma qu'elle ignorait l'existence de la vidéo avant que celle-ci ne soit diffusée par le journal. Les policiers exigèrent alors que la vidéo soit retirée du site Web, arguant qu'elle compromettait leur enquête sans apporter de réconfort à la famille. Nick Hardwick, le président de l'IPCC, déclara plus tard que cette demande avait été faite dans le but de ne pas influencer les témoins. Il rajouta qu'il n'y avait aucune tentative d'entraver le travail des journalistes.

### Critiques de la couverture médiatique
L'importante couverture médiatique attira en elle-même des critiques. Le journaliste Brendan O'Neill écrivit dans The First Post que les journaux « avaient franchi la ligne qui séparait le journalisme du snuff movie » et que les photographies des derniers instants de Tomlinson avaient été récoltées lors d'une « chasse semi-pornographique » et  présentées de manière à susciter l'indignation « contre les forces sombres qui nous dirigent ». O'Neill critiqua aussi le journal The Guardian pour avoir ajouté son adresse Web aux images de la première vidéo, augmentant ainsi sa propre visibilité chaque fois que la vidéo était vue. Le maire de Londres, Boris Johnson jugea au cours d'une interview que la couverture était « une cascade de dénigrements de la police ».  Le journaliste qui réalisa l'interview, John Gaunt, affirma que l'un de ses amis était officier du MPS et que le moral de cette force policière se trouvait dans un creux historique.
Mais Paul Lewis, du journal The Guardian, reçut le prix Bevins de 2010 pour « journalisme d'enquête exceptionnel, » et fut nommé journaliste de l'année 2010 au Royaume-Uni précisément pour ses articles sur la mort de Ian Tomlinson.

### Critiques de l'IPCC
L'IPCC fut critiquée pour avoir attendu sept jours après la mort de Ian Tomlinson et cinq jours après avoir appris que des policiers auraient pu être impliqués dans sa mort, avant de prendre formellement le contrôle de l'enquête. Nick Hardwick, son président, mentionna que son organisation avait seulement pris connaissance le 3 avril que des témoins oculaires impliquaient le MPS dans la mort de Tomlinson. La CLP continua d'être officiellement responsable de l'enquête jusqu'au 8 avril, c'est-à-dire jusqu'au lendemain de la diffusion de la première vidéo du journal The Guardian. Nick Hardwick défendit les décisions de l'IPCC en arguant que, puisque la mort de Tomlinson était au centre d'une enquête pour meurtre, l'organisation devait agir avec prudence, ce qui l'empêchait d'aller aussi vite que les journalistes.
L'IPCC avait déjà été critiquée auparavant pour son insensibilité aux craintes exprimées par le public. Le 11 janvier 2008, le Police Action Law Group (PALG), composé de plus de 100 avocats spécialisés dans les plaintes contre la police, démissionna du groupe consultatif de l'IPCC, donnant comme raisons : (1) l'échec à fournir une surveillance adéquate, (2) une tendance à favoriser la police, des plaintes étant rejetées malgré des preuves solides, (3) l'indifférence, voire la rudesse, envers les plaignants, (4) des délais pouvant atteindre plusieurs années dans le traitement de certains dossiers et (5) le fait que des décisions majeures étaient prises par des cadres ayant peu ou pas d'expérience judiciaire ou un entraînement suffisant. Le groupe fit part à Hardwick d'« une consternation et [d']une désillusion grandissantes » quant aux « prises de décisions, régulièrement mauvaises, à tous les niveaux de l'IPCC ». Nick Hardwick répliqua aux critiques dans une lettre envoyée au journal The Guardian. Selon lui, quelques-uns des exemples mentionnés étaient relatifs à la précédente organisation de surveillance, la Police Complaints Authority (PCA). Il nia qu'il existait du favoritisme envers la police et affirma que l'IPCC défendait avec vigueur son indépendance et son impartialité.

### Adapting to protest
Le commissaire du MPS, Paul Stephenson, annonça le 15 avril 2009 qu'il avait ordonné une analyse des politiques du maintien de l'ordre à Londres, entreprise supervisée par le Chief Inspector of Constabulary (« Inspecteur en chef de la force constabulaire ») Denis O'Connor. Son rapport, intitulé Adapting to protest (que l'on pourrait traduire par « Adaptation aux manifestations »), fut publié en deux parties : une en juin et l'autre en novembre 2009. Le journal The Guardian salua cet effort en affirmant qu'il pouvait mener à une réforme générale et à un retour du « modèle du maintien de l'ordre par consentement mutuel ».
Denis O'Connor fit le constat que la police était devenue plus brutale pendant les dernières années. Il fit remarquer que (1) le déploiement de policiers pourvus d'un équipement antiémeute était devenu courant lors de manifestations légales, une conséquence de l'ignorance et du manque d'autorité du Home Office et des chefs de la police, (2) que les policiers étaient entraînés à utiliser leur bouclier comme arme, (3) que le niveau d'entraînement des forces policières variait à l'intérieur du Royaume-Uni, (4) que l'équipement n'était pas semblable et (5) que la compréhension de la loi était inégale parmi les policiers. Selon le rapport, cette difficulté à comprendre la loi trouvait en partie sa source dans la complexité de cette dernière ; le rapport donnait comme exemple la Public Order Act de 1986 (« Loi sur l'ordre public ») qui avait été amendée 90 fois depuis sa mise en vigueur,.
Le rapport recommanda (1) que le Home Office transmette des instructions aux 44 corps policiers de l'Angleterre, du pays de Galles et de l'Irlande du Nord pour mieux encadrer les manifestations pacifiques, (2) qu'un ensemble de principes nationaux soit établi, mettant en avant un usage minimal de la force en toutes circonstances et (3) qu'une refonte de l'Association of Chief Police Officers (« Association des chefs de police ») la rende plus responsable. Denis O'Connor recommanda également que les autorités soient plus sensibles aux inquiétudes du public envers les activités des Forward Intelligence Teams quand il s'agit des droits de la personne et à la vie privée.
En ce qui concerne l'identification des policiers, Denis O'Connor rappela que les lois de l'Angleterre et pays de Galles n'exigeaient pas que les policiers mettent en évidence leur identifiant — souvent des lettres et des chiffres en métal appliqués sur une épaule de l'uniforme : cette décision appartenait  aux chefs de police. Le code vestimentaire du MPS exige par exemple que l'identifiant soit toujours porté bien en vue. Le responsable en chef de l'opération Glencoe (un gold commander) souligna cette règle à plusieurs reprises, lors de points de presse, et le rapport mentionnait qu'une écrasante majorité de policiers s'y étaient conformés pendant les manifestations. Le rapport recommandait l'adoption par tous du code du MPS, c'est-à-dire que l'identifiant de tous les policiers britanniques soit visible en toutes circonstances. En février 2010, le MPS annonça que 8 000 policiers avaient reçu un uniforme avec un identifiant brodé, car plusieurs policiers s'étaient plaints que des chiffres ou des lettres des anciens identifiants s'étaient détachés sans qu'ils y touchent,.

### À l'étranger
Des journaux américains, canadiens et français publièrent des articles sur la mort de Ian Tomlinson et la police britannique. Par exemple, dans un article du New York Times de mai 2009, une journaliste écrivit : « Les images — de policiers qui chargent et frappent des manifestants vraisemblablement pacifiques, parmi d'autres choses — horrifièrent le législateur et le public, ce qui incita à revoir les politiques de la police,. » Le journal publia d'autres articles. Au Canada, le journal Toronto Star publia quelques articles sur Tomlinson et Harwood. Le journal National Post reprit en novembre 2009 une analyse de Thomson Reuters : « La police de Londres, gênée par des critiques antérieures sur ses tactiques musclées, s'est engagée à agir sévèrement envers les émeutiers après trois nuits de violences mais il y a des interrogations sur la durée de son énorme opération si les troubles continuent,. »
En France, le journal Le Monde publia plusieurs articles, dont deux en avril 2009. Le 9, le journal relata ainsi les faits : « Pour Scotland Yard [...] la mort de Ian Tomlinson [...] n'avait rien à voir avec les événements, mais elle était liée à ses problèmes cardiaques [...] Des témoins ont vu M. Tomlinson se faire bousculer et frapper par des policiers alors qu'il tentait de rentrer chez lui. » ; le 19, il rend compte de l'évolution de l'affaire :  « Une nouvelle autopsie de l'homme mort en marge d'un défilé anti-G20 relance la polémique [...] Les conclusions [...] d'une seconde autopsie ont choqué les sujets du royaume, habitués à plus de civilité de la part de leurs policiers. » Dès le 8 avril 2009, Le Figaro publia aussi un article sur la mort de Ian Tomlinson : « La vidéo est accablante pour la police britannique. » Le journal publia ensuite d'autres articles sur Tomlinson et Harwood. Le 9 avril, L'Humanité titra : « Un homme tranquille pris dans l’étau policier » et relata brièvement l'événement, en donnant des extraits de l'interview d'un fils de Tomlinson. En juin 2009, L'Express rapporta la publication d'un rapport du parlement britannique critiquant l'attitude de la police britannique pendant les manifestations tenues en marge du sommet du G20.

## Procédures judiciaires

### Aucune poursuite
Le jour anniversaire de la mort de Ian Tomlinson, The Guardian publia une lettre ouverte émanant de plusieurs personnalités, dont des universitaires, des députés et des chefs syndicaux, et demandant au Crown Prosecution Service (CPS) d'engager une poursuite judiciaire ou de donner ses raisons de ne pas le faire. Le 22 juillet 2010, Keir Starmer, le directeur du CPS, annonça qu'il n'y aurait aucune poursuite judiciaire à cause des divergences dans les conclusions des médecins légistes.
Selon le CPS, une difficulté était que Freddy Patel avait été le seul médecin légiste à voir le corps en entier, ce qui lui donnait un avantage déterminant lorsque viendrait le temps de justifier ses conclusions. Le CPS ajouta que les différences de conclusions entre les experts ne pourraient mener qu'à un conflit inconciliable. Il conclut qu'il serait incapable de prouver hors de tout doute raisonnable qu'il existait un lien causal entre le décès et l'agression alléguée. Keir Starmer ajouta qu'il y aurait eu en revanche suffisamment de preuves pour porter une accusation d'agression, mais que le délai de prescription de six mois était écoulé.

### Autopsies conflictuelles
La principale pierre d'achoppement était une note de Freddy Patel datée du 3 avril 2009 : « fluide intra-abdominal sang environ 3 l avec petit caillot de sang ». L'interprétation de cette note par les autres médecins était que Patel avait trouvé trois litres de sang dans l'abdomen de Tomlinson, une quantité considérable (60 % environ du volume total de sang) qui donnait une bonne indication sur la cause de la mort. Mais un an après la première autopsie, le 5 avril 2010, Patel nota dans un rapport à l'intention du CPS qu'il voulait en fait écrire « fluide intra-abdominal avec sang environ 3 l avec un petit caillot de sang » (souligné par nous). L'ambiguïté devait être levée, car les autres médecins légistes s'étaient en partie appuyés sur ces notes pour former leur opinion. Le CPS interviewa donc deux fois Patel. Selon Keir Starmer, il mentionna que « la quantité totale de fluide faisait plus de trois litres mais qu'il s'agissait surtout d'ascites, colorées de sang. » Patel n'avait conservé ni le fluide, ni les échantillons qui avaient servi à établir la proportion de sang. Il rappela seulement qu'il avait manipulé du sang pendant toute sa pratique professionnelle et savait donc qu'il ne s'agissait pas de sang, mais d'ascites colorées de sang. Il ajouta aussi qu'il n'avait pas découvert de rupture interne qui aurait pu provoquer un tel épanchement de sang.
D'après Keir Starmer, plusieurs conclusions furent tirées des échanges entre Freddy Patel et le CPS : (a) puisqu'il n'avait pas conservé d'échantillons des 3 litres, aucune conclusion ferme ne pouvait être tirée sur la nature du fluide, (b) une rupture importante aurait été nécessaire pour provoquer une mort aussi rapide à la suite d'une hémorragie, (c) Patel n'avait pas découvert de telle rupture, (d) les autopsies postérieures n'avaient pas, elles non plus, mis au jour une rupture de cette importance et (e) puisque Patel était la seule personne à avoir autopsié le corps en entier, il était le mieux placé pour juger de la nature du fluide et de l'existence ou non d'une rupture qui aurait provoqué un tel épanchement. En conclusion, Freddy Patel était susceptible de jeter un doute sérieux sur les résultats des autres médecins légistes.

Nathaniel Cary, le deuxième médecin légiste, s'opposa à la décision du CPS. Il expliqua au journal The Guardian qu'un coup avait provoqué l'hémorragie dans l'abdomen et que celle-ci avait provoqué l'écroulement de l'homme une ou deux minutes plus tard. Selon lui, Tomlinson était vulnérable à une hémorragie, car il souffrait d'une maladie du foie. Cary ajouta que le CPS s'était trompé en refusant de porter une accusation d'agression occasionnant des lésions corporelles (AOLC). Dans une lettre adressée à la famille Tomlinson, le CPS avait qualifié les blessures de « relativement mineures » et donc insuffisantes pour porter une accusation. Mais Nathaniel Cary déclara à The Guardian : 

### Enquête (common law)
En novembre 2010, soit 19 mois après l'agression, le coroner de la Cité de Londres, Paul Matthews, exprima des doutes sur ses compétences à conduire une enquête (common law) sur la mort de Tomlinson, car elle pourrait amener d'importantes réformes judiciaires. Le juge Peter Thornton, un spécialiste des lois sur les manifestations, prit alors la responsabilité de l'enquête sur les causes de la mort. Le jury se réunit à partir du 28 mars 2011.
Le policier Simon Harwood fut entendu à partir du 4 avril 2011 pour présenter sa version des faits. Le troisième jour, il déclara que Tomlinson « avait l'air de vouloir demeurer où il était pour toujours et que c'était presque une invitation à une confrontation physique puisqu'il fallait le déplacer. » Il expliqua qu'il n'avait pas averti Tomlinson avant de le frapper et de le pousser, car l'homme empiétait sur un cordon policier, ce qui équivalait à troubler l'ordre public.
Le 18 avril 2011, la cour entendit Kevin Channer, un cardiologue de l'hôpital Royal Hallamshire, qui avait analysé l'électrocardiogramme (ECG) des défibrillateurs utilisés par les ambulanciers pour secourir Ian Tomlinson. Selon lui, les données ne correspondaient pas à un arrêt cardiaque arythmique, mais à une mort consécutive à une hémorragie interne. Le médecin légiste Nathaniel Carey déclara à la cour :
Le Dr Graeme Alexander, expert hépatique, affirma que Tomlinson était mort d'une hémorragie interne consécutive à un traumatisme au foie à la suite de la chute. Il rappela à la cour que Tomlinson souffrait déjà d'une sévère maladie du foie, qui le prédisposait à s'effondrer à la suite d'une hémorragie interne.
Le 3 mai 2011, le jury rendit un verdict de meurtre illégal. Selon le jury, le policier en question — son nom ne fut pas mentionné pour des raisons légales — avait usé d'une force excessive et déraisonnable en frappant Tomlinson, et avait 
agi « de façon illégale, imprudente et dangereuse ».

### Rapports de l'IPCC
En mai 2011, l'IPCC rendit publics trois rapports, rédigés entre avril 2010 et mai 2011, sur la mort de Ian Tomlinson. Le rapport principal contenait des informations recueillies pendant l'enquête (common law). Le troisième discutait les allégations de la famille, selon lesquelles la police avait transmis des informations trompeuses aux médecins légistes avant la troisième autopsie le 22 avril 2009. Le responsable du dossier au MPS, le Detective Inspector Eddie Hall, avait en effet expliqué aux médecins que Tomlinson était tombé devant une camionnette de la police plus tôt dans la soirée, alors qu'il n'en avait aucune preuve. Dans le rapport, l'IPCC conclut que Hall avait été imprudent, mais n'avait pas eu l'intention de tromper les médecins.

### Procès de Simon Harwood
Keir Starmer annonça le 24 mai 2011 que le Crown Prosecution Service (CPS) avait remis à Simon Harwood une citation à comparaître pour homicide. Il mentionna que le CPS avait réévalué sa décision de ne pas poursuivre parce que de nouveaux indices médicaux étaient apparus pendant l'enquête (common law) et que des rapports d'autopsies, incluant celui du premier médecin légiste, avaient été analysés. Le procès pour meurtre commença le 18 juin 2012 devant la Cour de la Couronne de Southwark.
Le tribunal visionna plusieurs vidéos montrant Ian Tomlinson et Simon Harwood le 1er avril 2009 et prises par des hélicoptères de la police, par des journaux, par des membres du public ou par des appareils de vidéosurveillance. Dans les vidéos, on voyait Simon Harwood tentant, sans succès, d'arrêter un homme qui traçait des graffitis sur une camionnette de police, puis rejoignant un groupe de policiers qui dispersaient des civils sur Royal Exchange Passage près de Threadneedle Street.
Sur l'une des vidéos, Harwood bousculait un homme soufflant dans sa direction avec une vuvuzela ; il semblait aussi pousser un cadreur de la BBC en train de filmer l'arrestation d'un autre homme, qui avait frappé un policier se tenant près de Harwood. La vidéo montrait aussi un troisième homme repoussé par Harwood. Peu après, le Royal Exchange Passage étant alors presque vide, le cordon policier atteignait l'endroit où se tenait Ian Tomlinson, debout près d'un porte-vélos avec les mains dans les poches, puis s'éloignant lentement des policiers. Quelques instants plus tard, Harwood le frappait de son bâton télescopique puis revenait sur ses pas.
Le procureur de la couronne, Mark Dennis QC, argua que Harwood avait fait usage, contre Ian Tomlinson, d'une force superflue et déraisonnable et avait ainsi provoqué sa mort. En s'appuyant sur la vidéo que La Jaunie avait transmise au Guardian, il affirma qu'il existait un « lien temporel clair » entre la rencontre Harwood-Tomlinson et l'effondrement de Tomlinson. Il souligna  que Tomlinson ne menaçait ni Simon Harwood ni les autres policiers, et que l'usage de la force avait constitué « une agression gratuite ». La défense répliqua en insistant pour prendre en compte l'état de santé de Ian Tomlinson, comme un facteur important de son décès. Selon ce que rapporta le journal The Times, le jour de sa mort, 
Le Dr Alastair Wilson, un spécialiste des traumatismes du Royal London Hospital, témoigna qu'il était incapable de dire si une crise d'éthylisme, une perte de sang ou un manque d'oxygène avait causé la mort de Ian Tomlinson.
Simon Harwood déclara à la cour qu'Ian Tomlinson avait ignoré l'ordre de s'éloigner et semblait vouloir résister. Il avoua qu'il avait poussé Tomlinson avec fermeté, mais n'avait pas prévu que l'homme tombe. Il reconnut également qu'il « s'était trompé » quand il avait décidé de frapper et de pousser Ian Tomlinson et qu'il n'avait pas remarqué que l'homme était en aussi mauvaise santé. Le 19 juillet 2012, après quatre jours de délibérations, le jury le déclara non coupable.
Simon Harwood fut renvoyé du MPS en septembre 2012 après être passé devant un conseil disciplinaire. Ce dernier jugea qu'il avait fait preuve de « négligence grave » envers Ian Tomlinson, mais refusa de décider si les gestes du policier avaient mené ou non à la mort de l'homme.

### Citations originales
1. ↑  (en) « reasonable force »
2. ↑  (en) « I want to go home. I live down there. I'm trying to get home. »
3. ↑  (en) « split-second decision »
4. ↑  (en) « very poor push »
5. ↑  (en) « deficient professional performance »
6. ↑  (en) « impacted in the area of his liver causing an internal bleed which led to his death a few minutes later »
7. ↑  (en) « nothing in the story »
8. ↑  (en) « A member of the public went to a police officer on a cordon in Birchin Lane, junction with Cornhill to say that there was a man who had collapsed round the corner.
That officer sent two police medics through the cordon line and into St Michaels Alley where they found a man who had stopped breathing. They called for LAS support at about 1930.
The officers gave him an initial check and cleared his airway before moving him back behind the cordon line to a clear area outside the Royal Exchange Building where they gave him CPR.
The officers took the decision to move him as during this time a number of missiles—believed to be bottles—were being thrown at them.
LAS [London Ambulance Service] took the man to hospital where he was pronounced dead. »
9. ↑  (en) « persons have died or been seriously injured following some form of direct or indirect contact with the police and there is reason to believe that the contact may have caused or contributed to the death or serious injury »
10. ↑  (en) « police were bombarded with bricks, bottles and planks of wood »
11. ↑  (en) « There is someone hurt here. Back the fuck up. »
12. ↑  (en) « There's someone hurt. Don't throw anything. »
13. ↑  (en) « suspicious death »
14. ↑  (en) « rule out any assault or crush injuries associated with public order »
15. ↑  (en) « unnecessary stress or alarm »
16. ↑  (en) « A post-mortem examination found he died of natural causes. [He] suffered a sudden heart attack while on his way home from work. »
17. ↑  (en) « extremely unhappy »
18. ↑  (en) « doorstepping the family at a time of grief démarcher »
19. ↑  (en) « crossed the line from journalism to snuff movie »
20. ↑  (en) « semi-pornographic hunt »
21. ↑  (en) « against the dark forces who rule over us »
22. ↑  (en) « orgy of cop bashing »
23. ↑  (en) « outstanding investigative journalism »
24. ↑  (en) « increasing dismay and disillusionment »
25. ↑  (en) « consistently poor quality of decision-making at all levels of the IPCC »
26. ↑  (en) « consent-based model of policing »
27. ↑  (en) « The images — of police officers charging at and striking apparently peaceful protesters, among other things — have horrified lawmakers and members of the public and prompted demands for a review of police policy. »
28. ↑  (en) « London police, hampered by past criticism of heavy-handed tactics, vowed to get tough with rioters after three nights of violence but there are questions about how long the force can keep up its massive operation if trouble persists. »
29. ↑  (en) « intraabdominal fluid blood about 3l with small blood clot »
30. ↑  (en) « intraabdominal fluid with blood about 3 l with small blood clot »
31. ↑  (en) « the total fluid was somewhat in excess of three litres but that it was mainly ascites, which had been stained with blood. »
32. ↑  (en) « relatively minor »
33. ↑  (en) « I'm quite happy to challenge that. The injuries were not relatively minor. He sustained quite a large area of bruising. Such injuries are consistent with a baton strike, which could amount to ABH. It's extraordinary. If that's not ABH I would like to know what is. »
34. ↑  (en) « just looked as if he was going to stay where he was forever and was almost inviting physical confrontation in terms of being moved on. »
35. ↑  (en) « It doesn't matter how you look at this case, whether you look at the heart and the coronary arteries or heart, you look at the ECG traces and clinical status, you come to the same view. Mr Tomlinson did not die due to a so-called heart attack, or arrhythmic heart attack, due to coronary artery disease. »
36. ↑  (en) « illegally, recklessly and dangerously »
37. ↑  (en) « clear temporal link »
38. ↑  (en) « gratuitous act of aggression »
39. ↑  (en) « he had consumed a bottle of red wine, a small bottle of vodka and several cans of 9 per cent super-strength lager. He had severe liver disease, brain damage caused by alcohol abuse which affected his balance and numbness in his legs as a result of alcoholic liver damage. Between 2007-2009, the court heard, he had been admitted to London hospitals at least 20 times — mostly to A&E departments to be treated for injuries suffered in drunken falls. »
40. ↑  (en) « got it wrong »
41. ↑  (en) « gross misconduct »